# Sumerologie
Die Sumerologie ist ein Teilgebiet der Altorientalistik. Sie beschäftigt sich mit der Sprache, Geschichte, Literatur, Religion, Mythologie und Kultur des mesopotamischen Volkes der Sumerer.
Obwohl die sumerische Sprache die älteste der vorderasiatischen Keilschriftsprachen ist, wurden die altpersische Sprache und die akkadische Sprache mit den Hauptdialekten Babylonisch und Assyrisch weitaus früher entziffert. Zwar wurden schon früh zweisprachige Wörterbücher aus Ninive bekannt, deren Bedeutung war jedoch lange Zeit umstritten. Jules Oppert erkannte 1869 als erster die eigenständige Sprache und nannte sie sumerisch. Endgültig bewiesen wurde die Existenz der Sprache und damit des sumerischen Volkes – das sich selbst jedoch nicht „Sumerer“ nannte – aber erst 20 Jahre später. Seit 1877 wurden von Ernest de Sarzec und Léon Heuzey in der Residenzstadt des sumerischen Staates Lagaš, Girsu, diverse sumerische Sprachzeugnisse ausgegraben. 1909 schaffte es François Thureau-Dangin, die sumerische Sprache zu entziffern und damit die Sumerologie als Wissenschaft zu begründen.